# 盛诚桂
盛诚桂（1912年—2002年），男，松江府人，中国园艺学家、植物引种专家，曾任江苏省植物研究所副所长，南京中山植物园研究员。